# Cispius affinis
Cispius affinis là một loài nhện trong họ Pisauridae.
Loài này thuộc chi Cispius. Cispius affinis được Roger de Lessert miêu tả năm 1916.